# Doodle God
Doodle GodはJoyBitsが開発したパズルゲームである。当初はiOSとAdobe Flash向けに公開された。1997年のDOS向けのゲームAlchemyに影響を受けており、同時期に同ゲームの影響を受けた類似のブラウザゲームのLittle Alchemyが公開されている。

## ゲームシステム
プレイヤーは神として要素を2つ組み合わせて新たな要素を作り出す。組み合わせには水と溶岩から蒸気と石といった物理的なものと、水と火からアルコールといった比喩的なものがある。四元素(火、水、空気、土)のみ使える状態から開始し、26に分類された249の要素を発見することが目的である。行き詰まってしまった場合は数分ごとにヒントを得られる。

## 評価
Doodle GodはウェブゲームのポータルサイトであるNewgroundsでWeekly Users' Choiceを受賞した。商業的にも成功を収めており、JoyBitsの主要シリーズとしてDoodle Devil、Doodle Kingdom、Doodle Creatures、Doodle Tanks、Doodle Farmなど多くの続編やスピンオフを生み出した。